# 曲阜孔庙
曲阜孔廟，是祭祀中國春秋時期的著名思想家和教育家孔子的本廟，位于孔子故里、山东省济宁市曲阜市曲阜城內，又稱“闕里至聖廟”，始建於鲁哀公十七年（西元前478年），歷代增修擴建，經兩千四百余年而祭祀不絕，是中國淵源最古、歷史最長的一組建筑物，也是海內外數千座孔廟的先河與范本，和相鄰的孔府、城北的孔林合称“三孔”。
曲阜孔廟以其規模之宏大、年代之久遠、保存之完整，被建筑學家梁思成稱為世界建筑史上的“孤例”，現為世界文化遺產、中華人民共和國全國重點文物保護單位，與北京故宮、承德避暑山莊并列為中國三大古建筑群。

## 相关历史

### 始建與歷代之增修

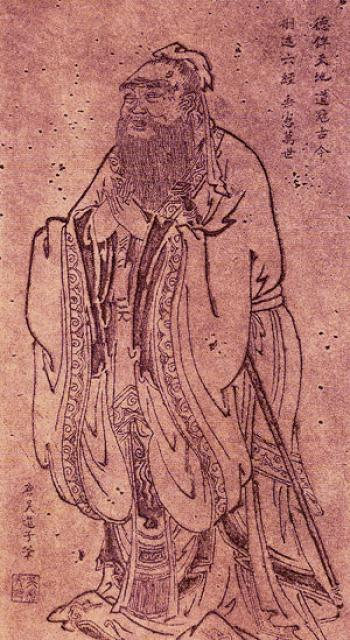
吳道子所繪之先師像

曲阜孔廟的歷史可以追溯到孔子逝世的第二年，即周敬王四十二年（鲁哀公十七年，西元前478年）。根据《史記》的記載，當時孔子的弟子将其“故所居堂”立庙祭祀，庙屋三间，內藏衣、冠、琴、車、書等孔子遺物。至漢初，已歷二百餘年。
漢高祖十二年（前195年）十一月，高祖劉邦自淮南还京，經過闕里，以太牢祭祀孔子。開皇帝親祭孔子之先。元始元年（1年），平帝追謚孔子為“褒成宣尼公”。自此，孔廟愈受重視。東漢建武五年（29年），光武帝過闕里，命祭孔子。明帝、章帝、安帝均曾到曲阜祭祀。永興元年（153年），桓帝下詔重修孔廟，任命孔和為守廟官，并立碑以記。后漢末年，天下大亂，“百祀堕坏”，孔廟頹敗。
魏晉南北朝时期，社会动荡，雖然玄學興起，佛教盛行，孔子的尊崇地位卻未受到太大影響。魏文帝“令鲁郡修起舊廟”，并安置吏卒百戶守衛；又在廟外廣修屋宇，以居學者。西晋末造，“五胡亂華”，“庙貌荒残”。東魏孝静帝興和元年（539年），大力維修孔廟，首次為孔子及弟子塑像。此後，北齊天保元年（550年）和梁太平二年（557年）孔廟均得到修葺，但廟宇形制無改。
隋唐以降，朝廷提倡儒學，孔庙面貌隨之改觀。隋大业七年（611年）曲阜縣令陳叔毅重修孔廟。唐初，朝廷在國都長安的國子監修建周公廟和孔子廟各一座，且令各州縣皆立孔廟。贞观十一年（637年），太宗詔修曲阜孔廟。乾封元年（666年），因舊廟簡陋，高宗令兖州都督霍王李元轨“改制神宇”，對孔廟進行史上第一次的大規模改建。開元七年（719年），兖州刺史韦元圭和孔子三十五代孙、褒圣侯孔璲之等又“树缭垣以设防”。大历八年（773年）兖州刺史孟休鉴、曲阜縣令裴有象新建廟門。咸通十年（869年），孔子三十九代孙、鲁国公、天平军节度使孔温裕奏请朝廷，獻私俸修葺庙宇。唐代的孔廟已初具規模，對廟宇的修葺共有五次。
北宋朝廷崇儒重道，太祖立國之初，即至曲阜拜祭，下詔增修廟宇，建隆三年（962年），又詔祭孔廟，用一品禮，廟門列十六戟。大中祥符元年（1008年），真宗過曲阜拜孔廟，加謚孔子為“玄圣文宣王”；次年又“頒孔廟桓圭一，加冕九旒，服九章，从上公制”；四年，詔令各州皆建孔廟；五年，改謚孔子為“至圣文宣王”。徽宗崇宁四年（1105年），颁孔子像“冠服制度用王者，冕十二旒，衮服九章”。宋代對曲阜孔庙增修達七次。建隆元年（960年），诏增修祠宇。太平兴国八年（983年），太宗“乃鼎新规，革旧制”，对孔庙进行修缮。新成的孔庙，“缭垣云矗，飞檐翼张”，重门洞开，层阙特起，“回廊复殿，一变维新”。天禧二年（1018年），孔子四十五代孙、大理寺丞孔道辅奏言：“祖庙卑陋不称，请加修崇”，朝廷奏准并遣之以官钱监修孔廟。五年（1021年），孔道辅“又请得封禅行殿余材”，擴大孔廟舊制。經過擴建的廟宇，前後四进院落，東、中、西三路并行，今之格局初步奠定。景祐四年（1037年）修建讲学堂。次年，孔道辅又于正殿之西建五贤堂。嘉祐六年（1061年），仁宗頒御书金字篆书“宣圣庙”和飛帛書“大成殿”匾額。此後的元豐、紹聖、政和年间亦曾重修孔廟。元祐元年（1086年），又添建廟學於孔廟東南隅。

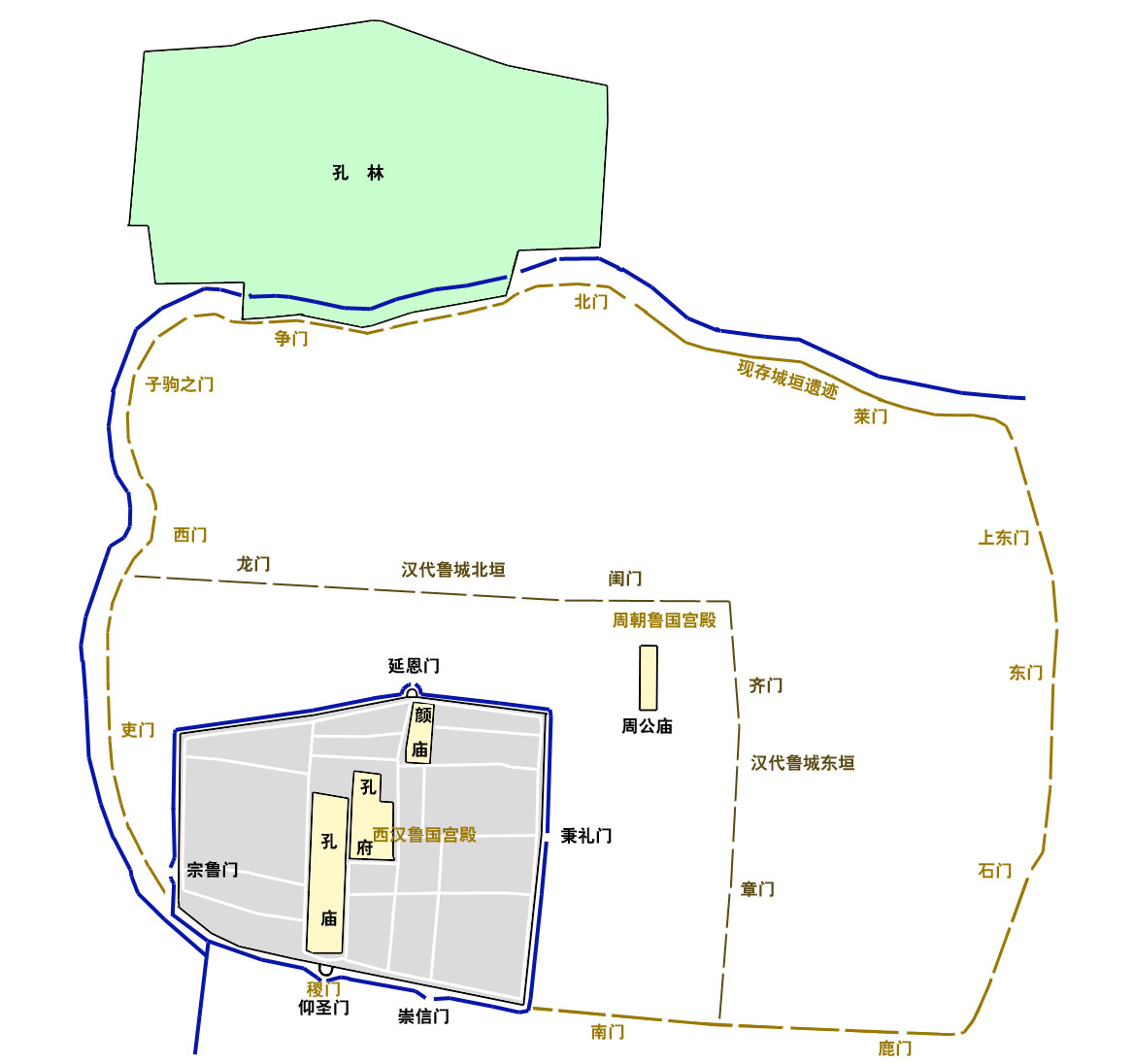
曲阜城的變遷與孔廟的位置圖

此后不久，金兵南侵，“廟宇與書籍俱為灰燼”。但金国上层有远见者深知，欲立足中原，必须依靠儒家思想。天会五年（1127年），金将完颜宗尧进驻燕京后，戎马未息即建太学，修国子监。天会七年（1129年），金兵入曲阜，命知县“引诣圣庙”，“登杏坛，望殿火奠拜”。金国统一北方后，进一步认识到崇儒之重要性。皇统元年（1141年），熙宗拜祭上京孔子庙。次年敕行台拨钱一万四千贯，修孔庙圣殿；四年，又命“行省降钱一万四千五百贯，发南京入作司见材，修完孔庙，创盖大成殿”。至皇统九年，大成殿竣工。正隆二年（1157年），又以羡钱修两庑及齐国公殿。此次维修，规模不大，被毁建筑尚未得到完全复建。大定十九年（1179年），衍圣公等又组织重建郓国夫人殿。明昌二年（1191年），崇尚儒学的金章宗拨钱76400多缗，大修孔庙。此次大修，“三分其役，因旧以完葺者才居其一，而增创者倍之”，至明昌五年（1194年）方告竣。孔庙扩展到“殿堂廊庑门亭斋厨黉舍合三百六十余楹”的前所未有的规模。金代的孔庙，基本保持了宋代格局，而部分建筑规模扩大，新建大中门、棂星门，且始用琉璃瓦，殿庑均以绿琉璃瓦剪边，青绿彩画，朱漆栏槛，檐柱亦改为石质，并刻龙为饰，使孔庙规格大大提高。有金一代，孔庙总共重修四次。
元、明两代，孔庙重修重建更達数十次之多。其中最重要的一次是明孝宗弘治十二年（1499年）。当时孔廟遭到雷擊，大成殿等120余楹建筑化為灰燼。此次重修，总共歷時五年，耗銀15萬兩。
清代對孔廟的修建達14次。清世宗雍正二年（1724年），孔廟又毀于雷電火。“發帑金令大臣等督工監修，凡殿廡制度規模，以及祭器儀物，皆令繪圖呈覽，親為指授”，調集12個府、州、縣令督修，总共用時六年方才完成。
综合统计，千百年来，孔廟经历多次修缮，終于達到今日九進庭院的宏大規模。

### 遺產保存

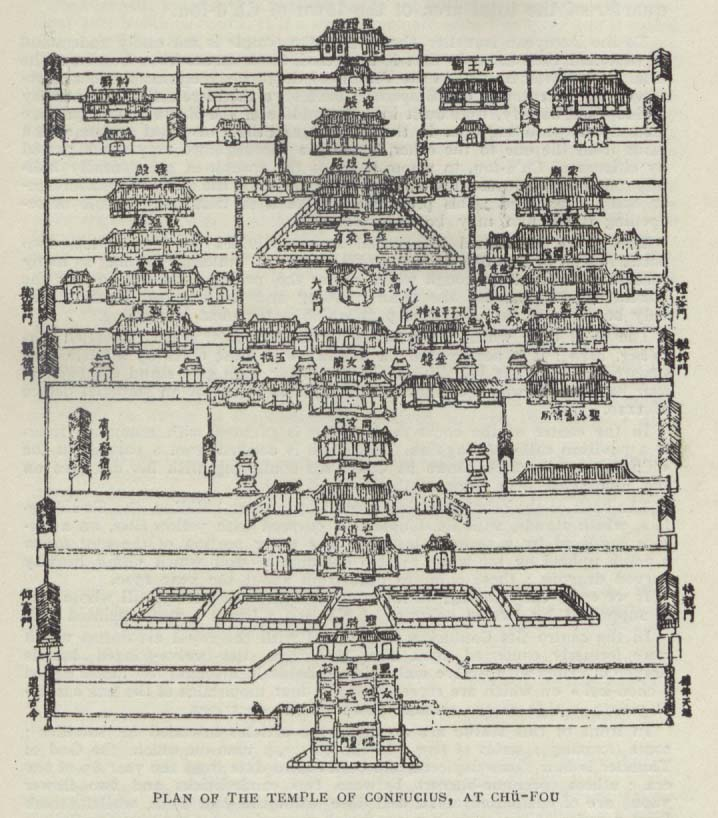
1912年之曲阜孔廟佈局

#### 現代的保護和文革的破壞
中華人民共和國成立初期的20世紀50年代，祭孔基本取消，但對曲阜孔廟進行數次局部修繕。1957年，山東省人民委員會將孔廟公布為山东省文物保护单位。1959年，曲阜對外開放。1961年，孔廟被中國國務院列入第一批全國重點文物保護單位名單。
文化大革命開始後的1966年11月9日，北京師范大學紅衛兵領袖譚厚蘭在康生（一說戚本禹、林杰）的授意下，率二百余人來到曲阜“破四舊”，衝破山东省委、曲阜县委和孔廟管理處的阻攔，進入孔廟駐扎。11月11日接到中央文革小組組長陳伯達指示，不燒孔廟、孔府，可堀孔墳，遂在當地召開“彻底捣毁孔家店大会”，隨后進行了大規模有組織的破壞，孔子與弟子塑像、神龛、匾联、供桌等皆被砸爛，部分石碑被推倒折斷，孔墳中埋葬的孔氏後人孔令貽等遺體被挖出焚燒，孔廟與墓葬中的古籍與文物被紅衛兵與村民洗刼一空，造成無可挽回的文物損失，更在中部的大中門前挖開一条通道，將孔廟截為兩段。
1970年，在國務院的要求下，山東省派人赴曲阜察看破坏情況。其後，大成殿、杏壇、啟聖王殿、寝殿等建筑得到維修。从1984年起，曲阜孔庙恢复了民间祭孔。中國大陸其他地區的祭孔活動陸續重新展開。2008年，霍韜晦教授更率領香港、新加坡逾百位儒門後學，在曲阜孔廟舉行祭孔儀式。

#### 世界文化遗产登錄過程
1994年，曲阜孔庙、孔林、孔府以滿足世界文化遺產評定標準的一、四、六款而登錄为世界文化遗产。

## 建筑規模和布局

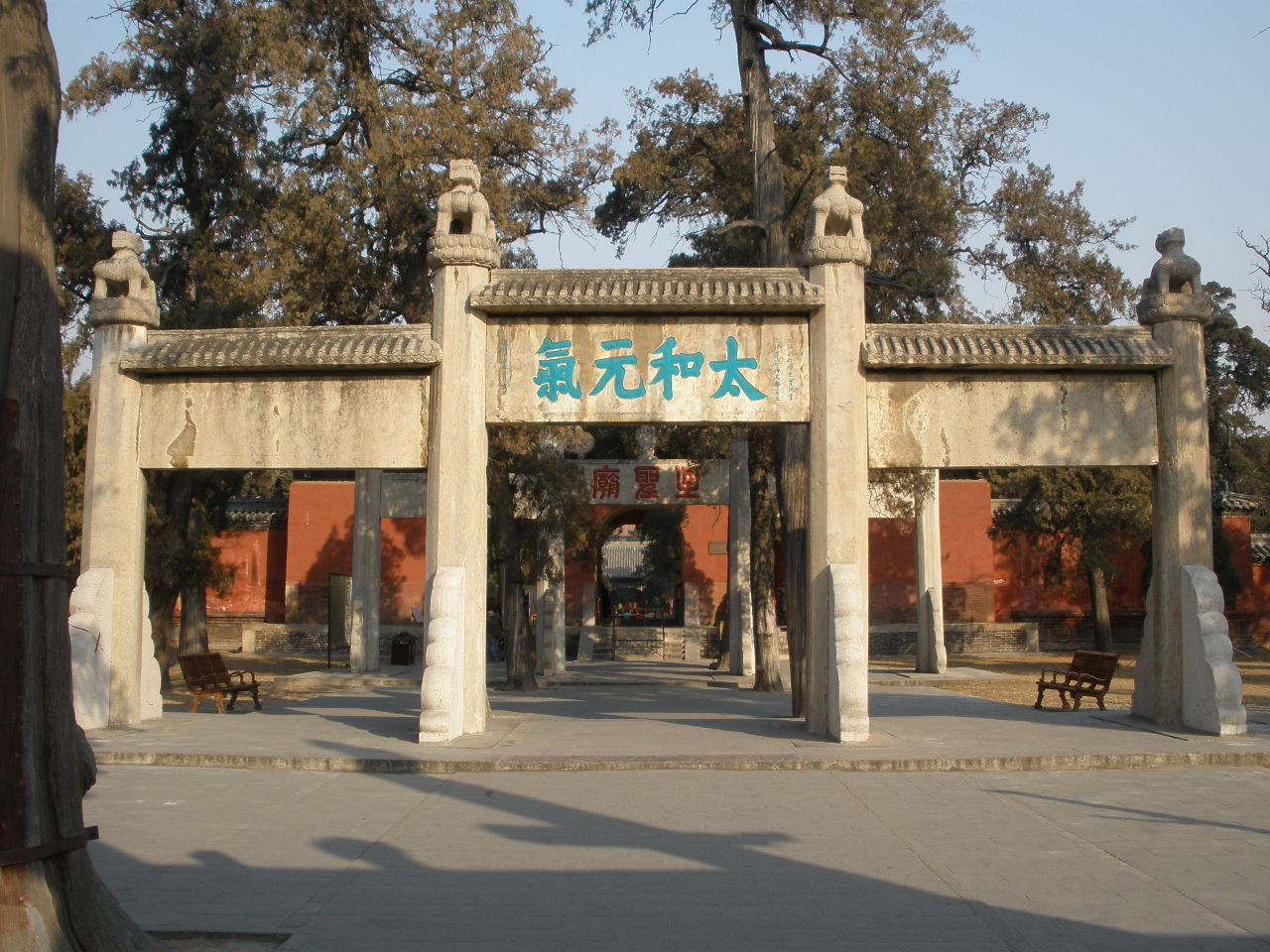
太和元气坊

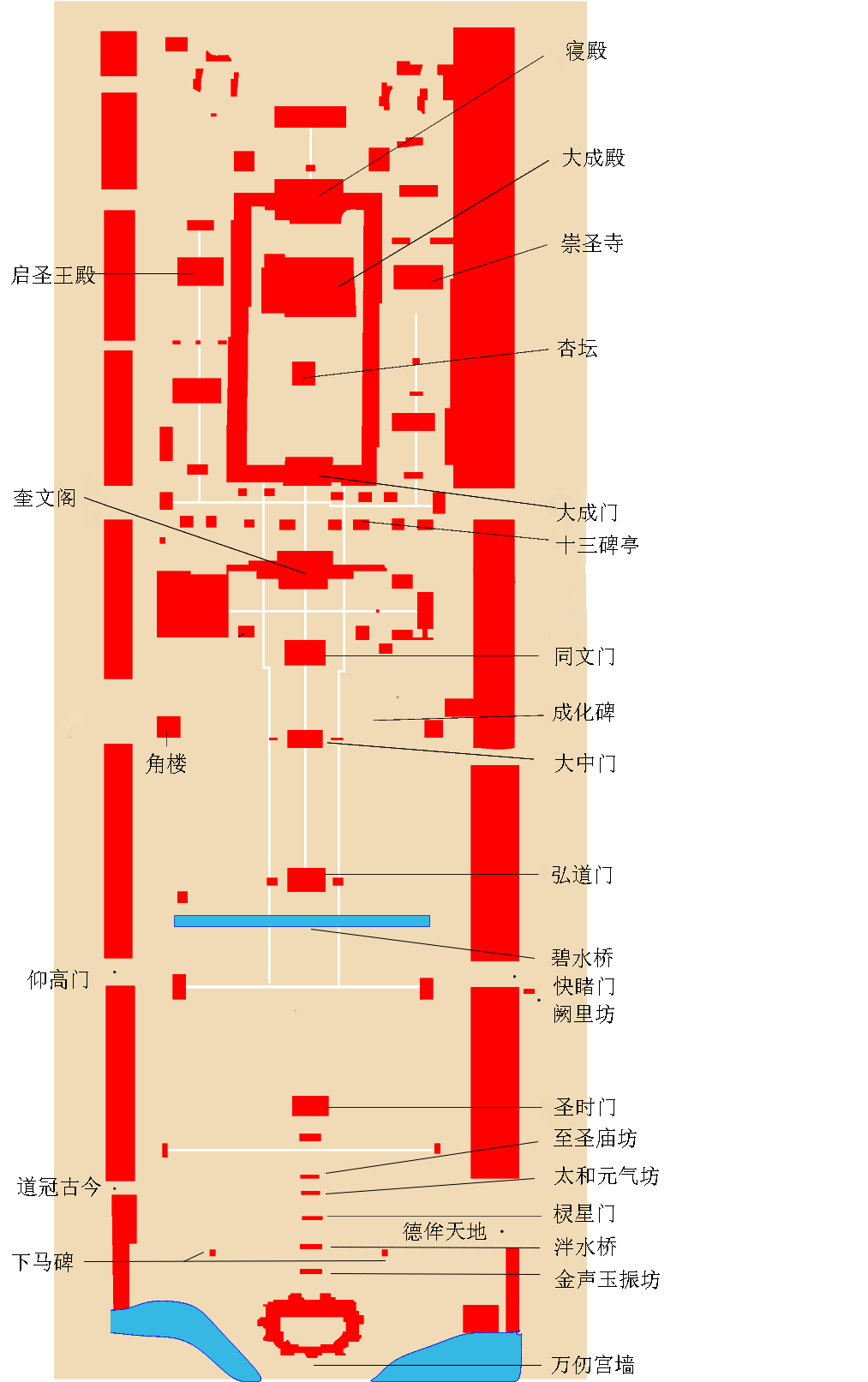
曲阜孔庙地图

曲阜孔廟擴大至現有規模，始於宋代，今日之布局則是清雍正、乾隆年間重修后形成的。廟宇總面積約327.5亩（合13萬平方米），呈狹長方形，南北長約1100米，貫徹舊曲阜縣城南北，并將城池分為東西兩部分。建筑模仿皇宮規制，沿中軸線左右對稱，佈局嚴謹。庙內共有九進院落，包括五殿、一閣、一坦、兩廡、兩堂、十七座碑亭，總共480間，其中最古老的建築是建于金代的一座碑亭，其後元、明、清、民國各代建筑皆有。孔廟四周，有高墻環繞，配以門坊角樓，院內紅墻黃瓦，雕梁畫棟，古木參天。
孔廟最南緊鄰曲阜縣城南門，作欞星門為正門。欞星門內，以紅墻區隔南北，正中辟門，經聖時門、弘道門，組成三進院落，均為空擴庭院，松柏森森。其中弘道门建于明洪武十年（1377年），明初时为孔庙正门，清雍正八年（1730年），清世宗根据孔子“人能弘道、非道弘人”钦定其为“弘道门”。再北自大中門起、同文門、奎文閣和十三御碑亭。之後從大聖門開始分為三路建築群，分別是祭祀孔子以及先儒、先賢的中路建築群（大成門、杏壇、大成殿、寢殿、聖跡殿、兩廡等），祭祀孔子祖先的東路建築群（崇聖門、詩禮堂、故井、魯壁、崇聖祠、家廟等）和祭祀孔子父母的西路建築群（啟聖門、金絲堂、啟聖王殿、寢殿等）。

## 相关图片

万仞宫墙
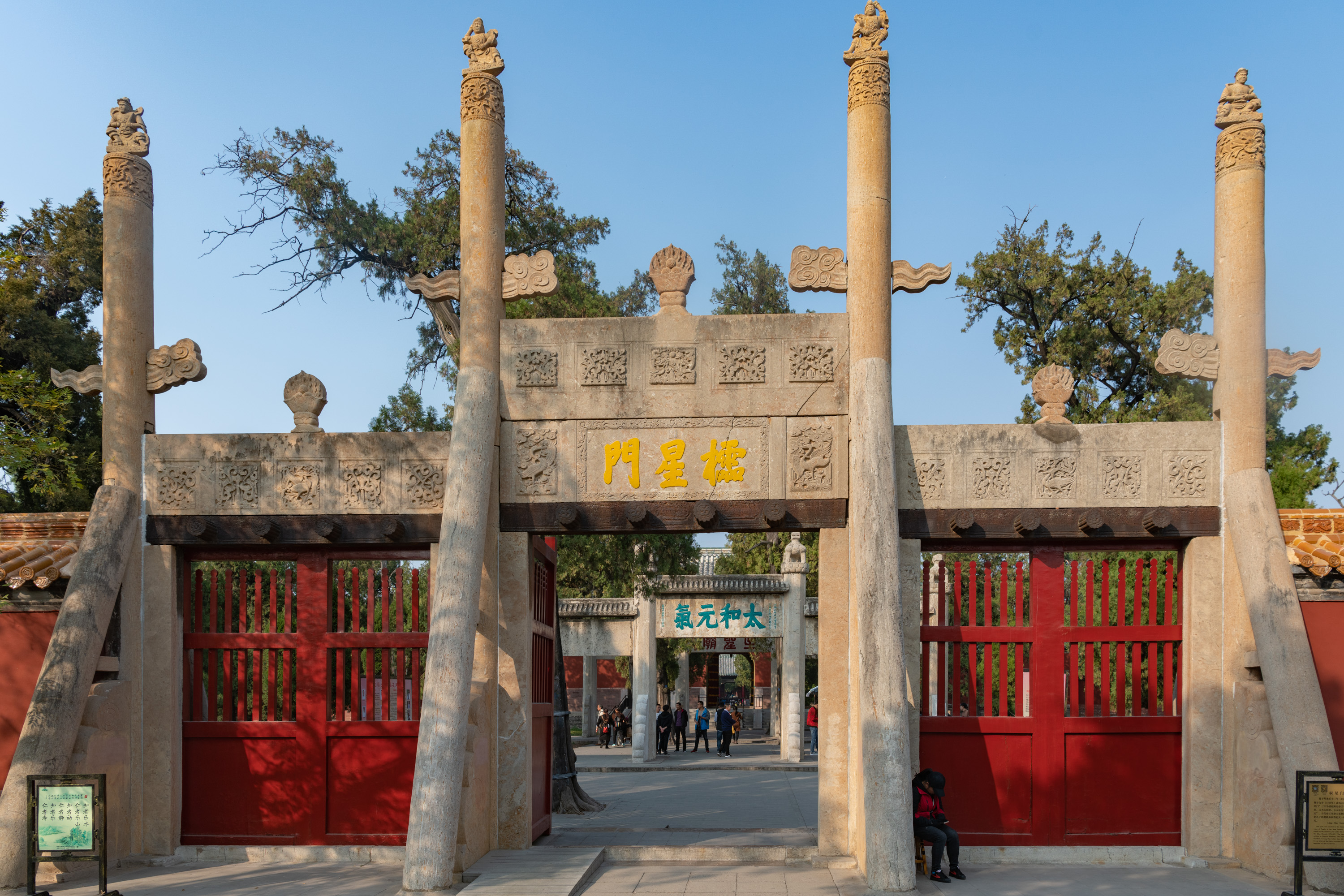
棂星门
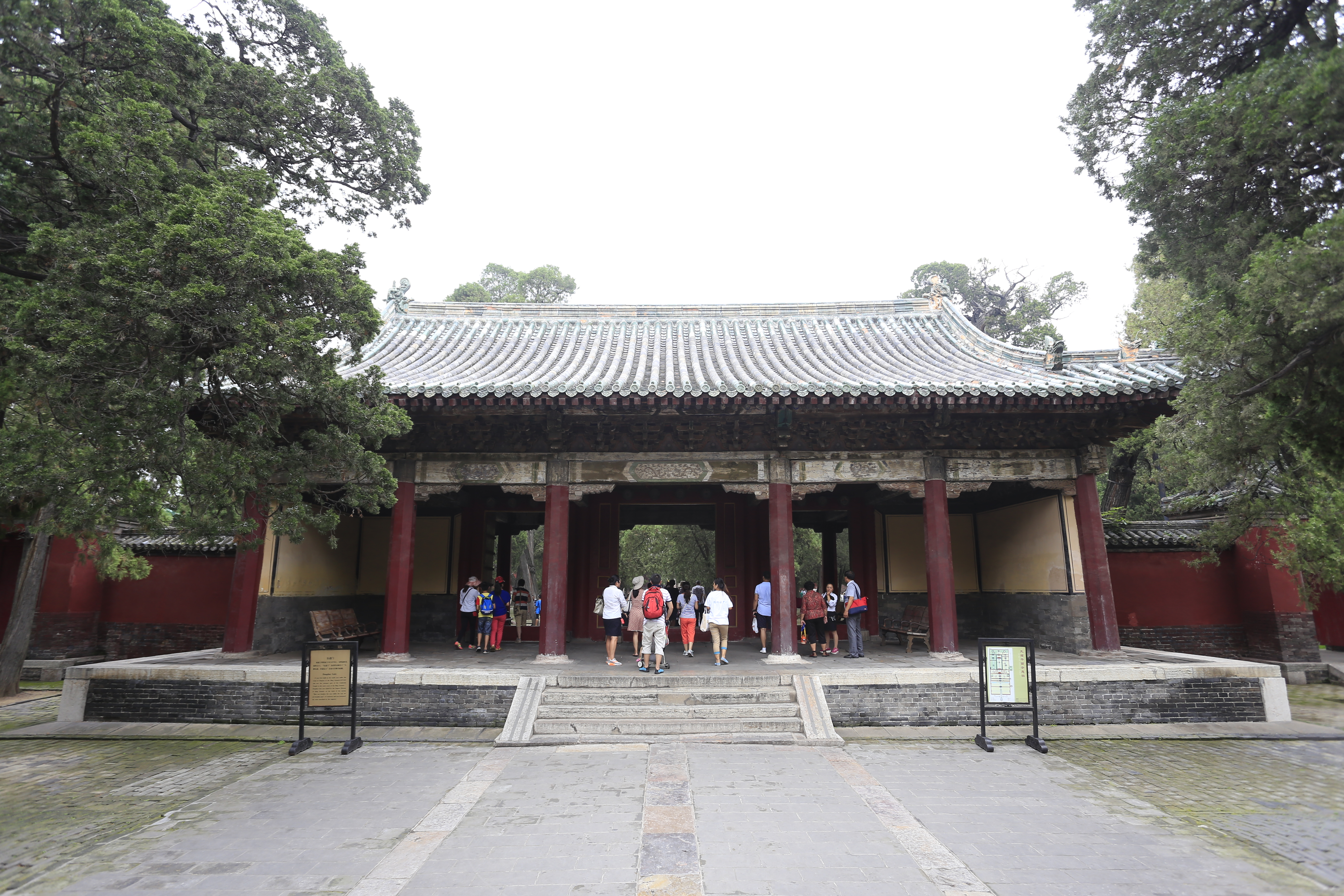
弘道门
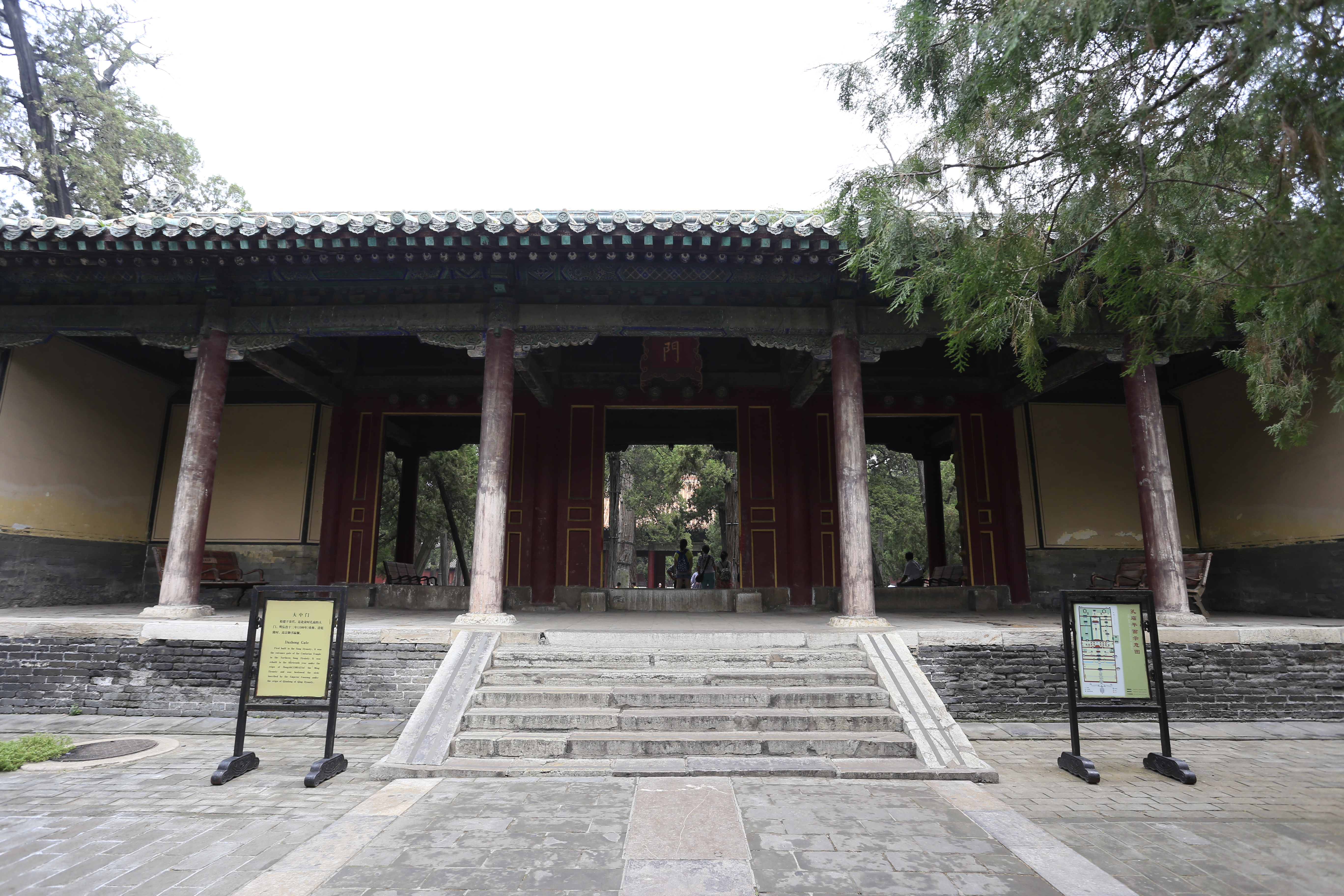
大中门
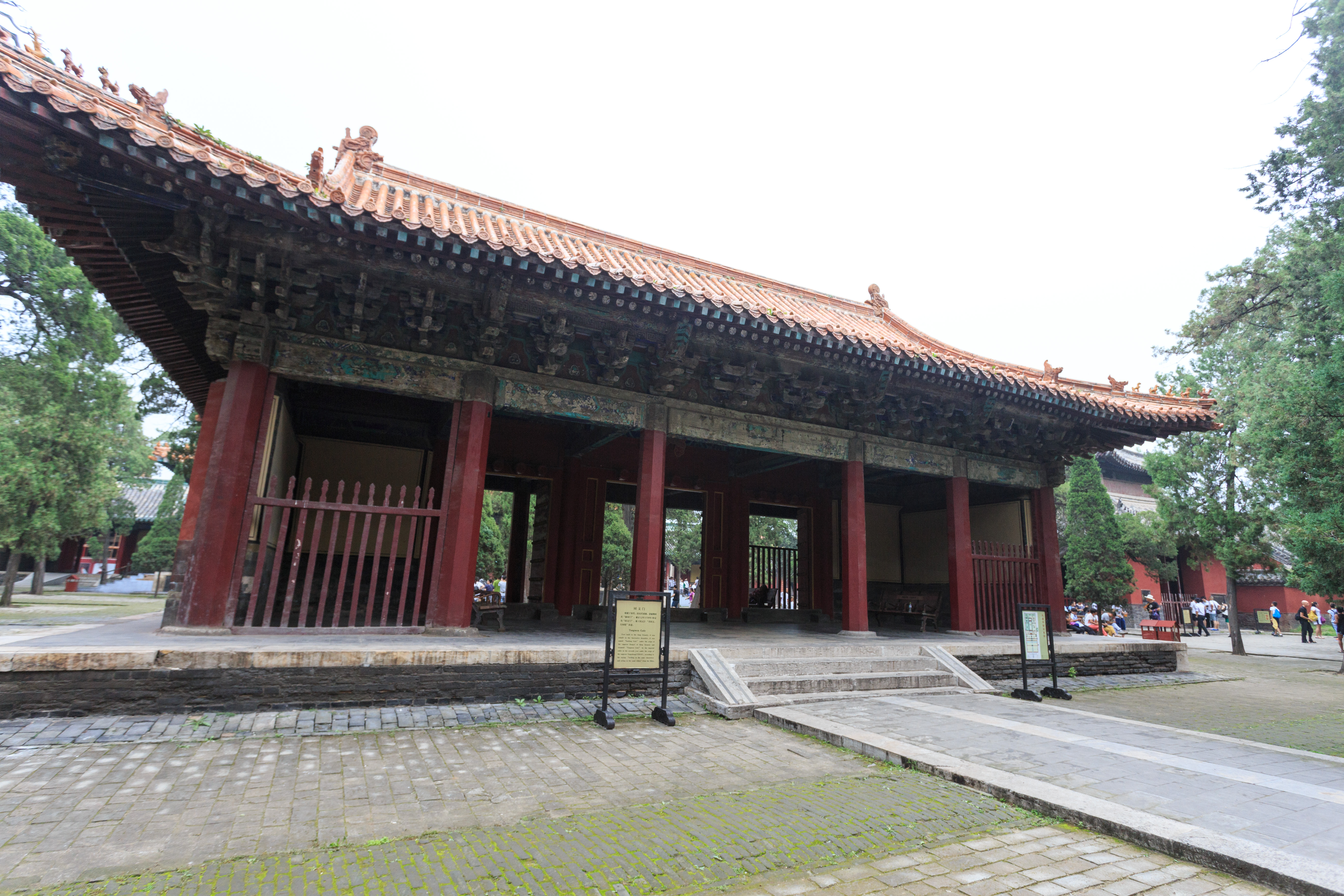
同文门
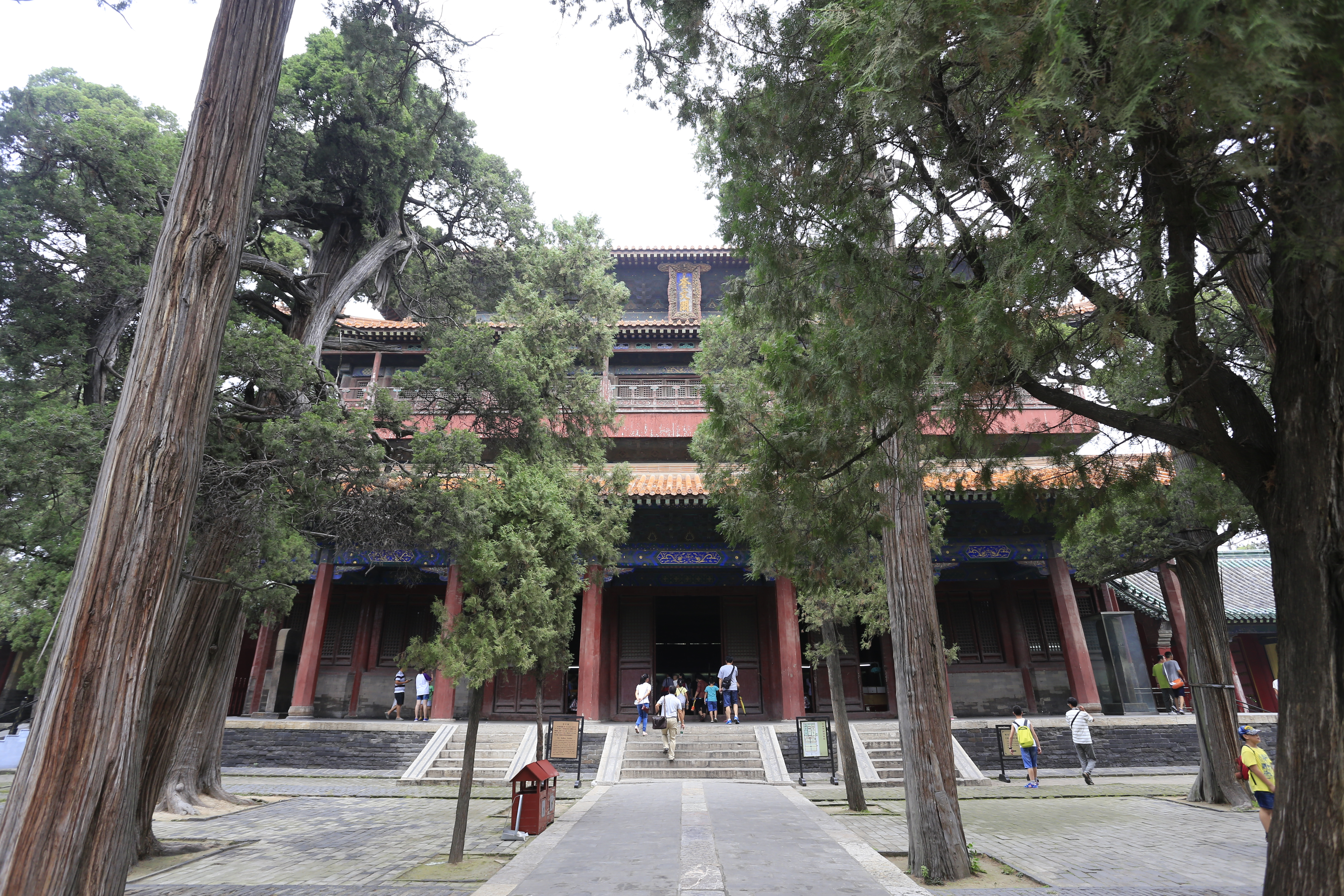
奎文阁
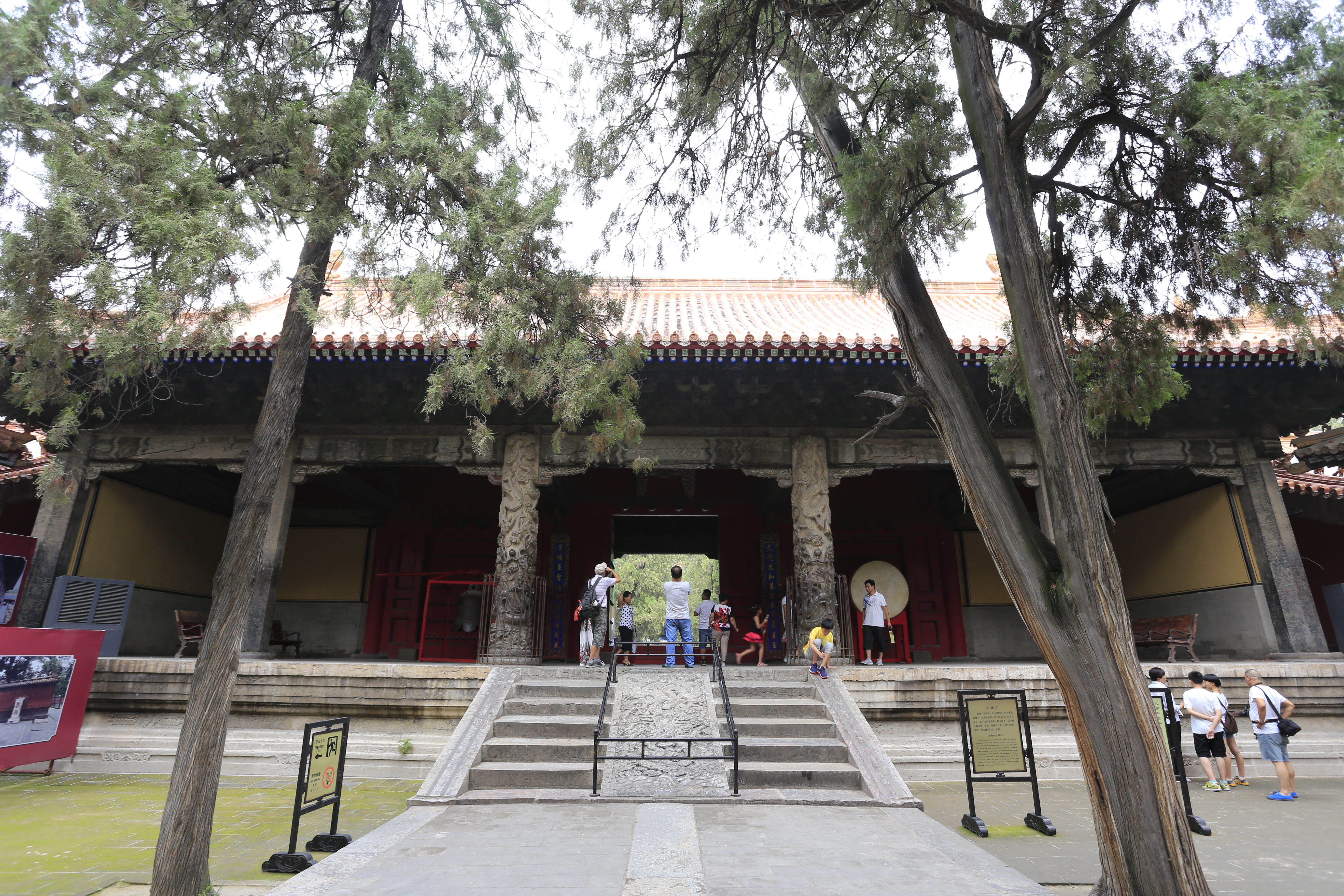
大成门
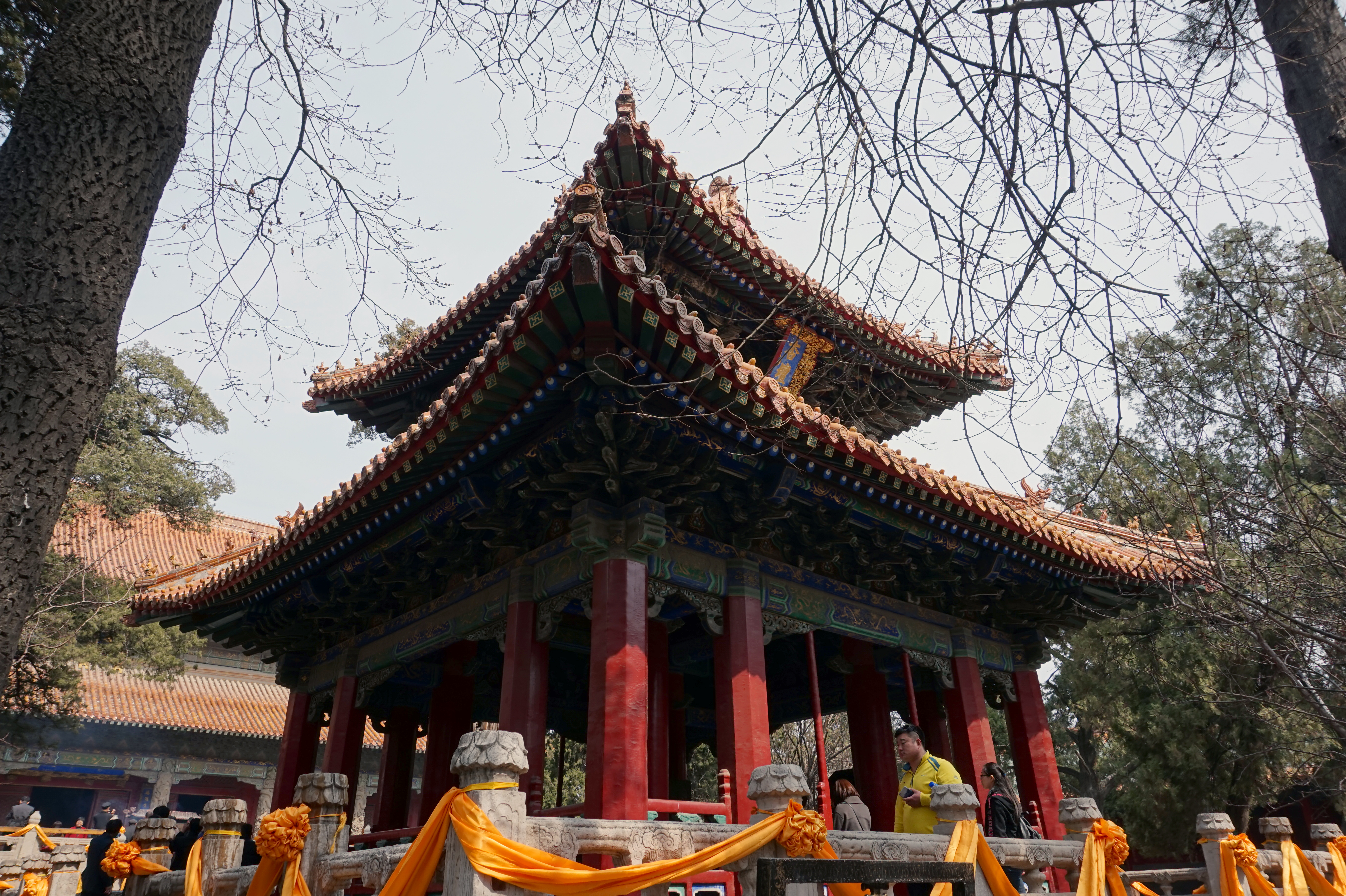
杏坛
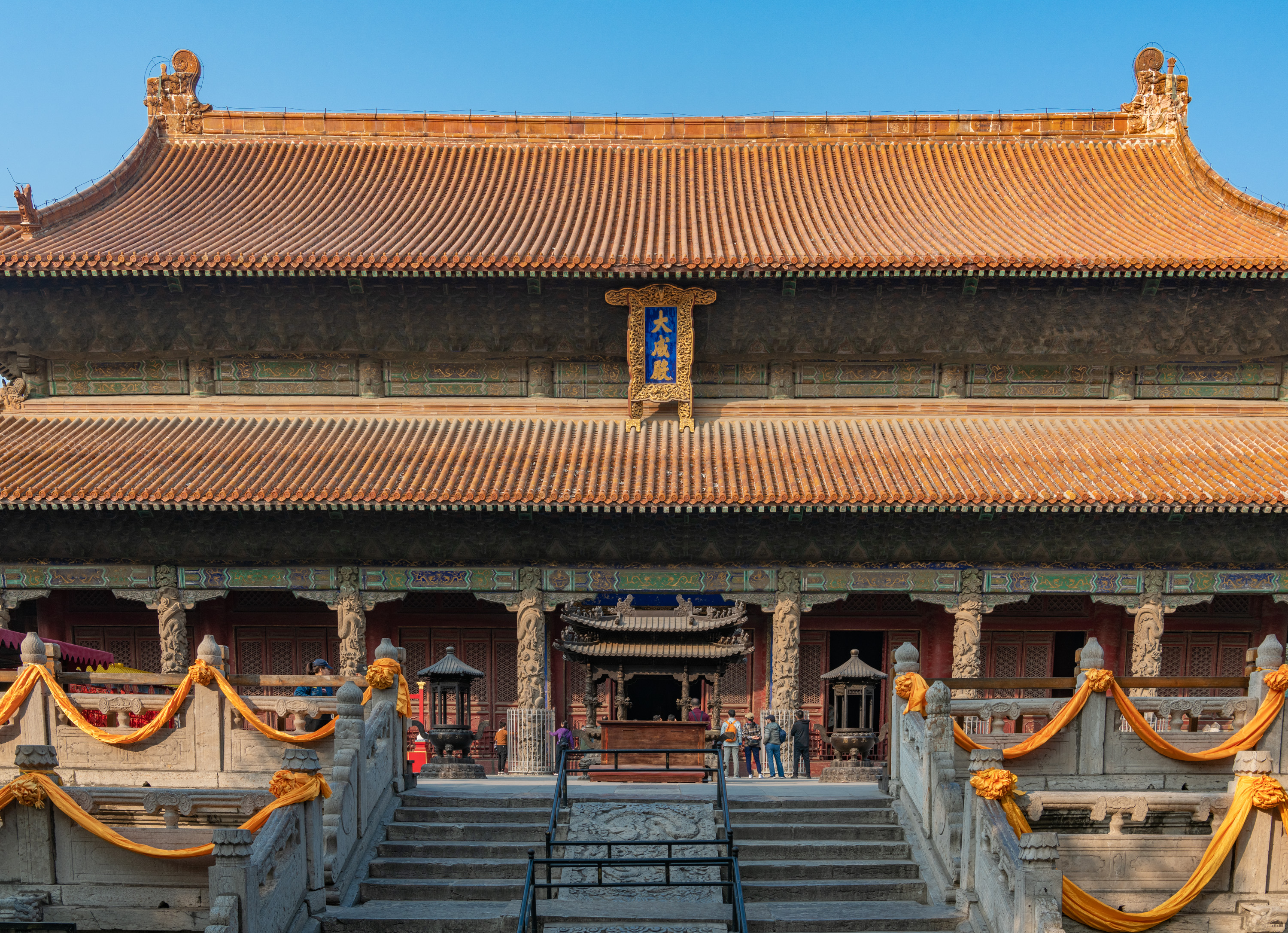
大成殿
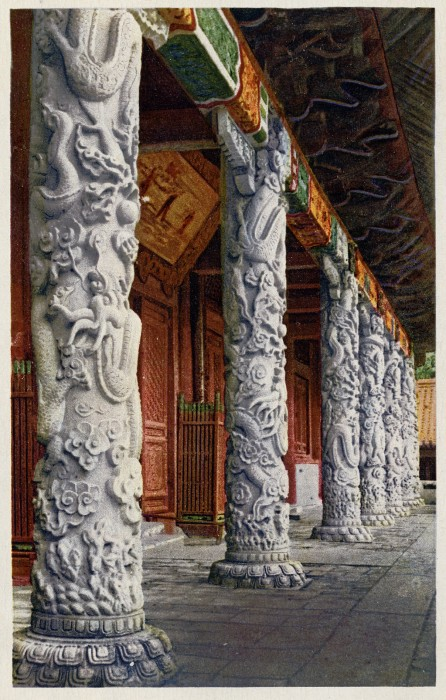
大成殿龙柱
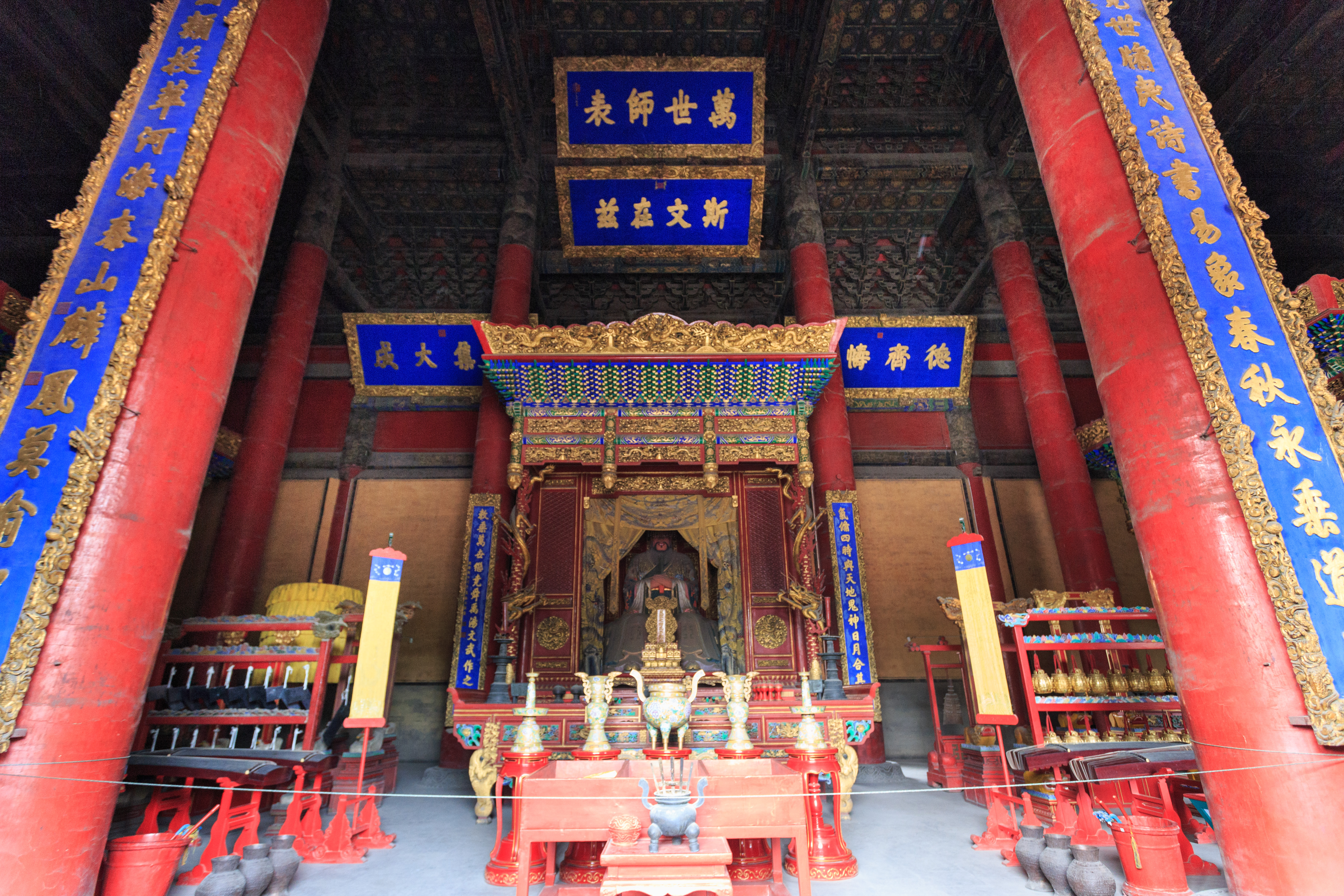
大成殿内景
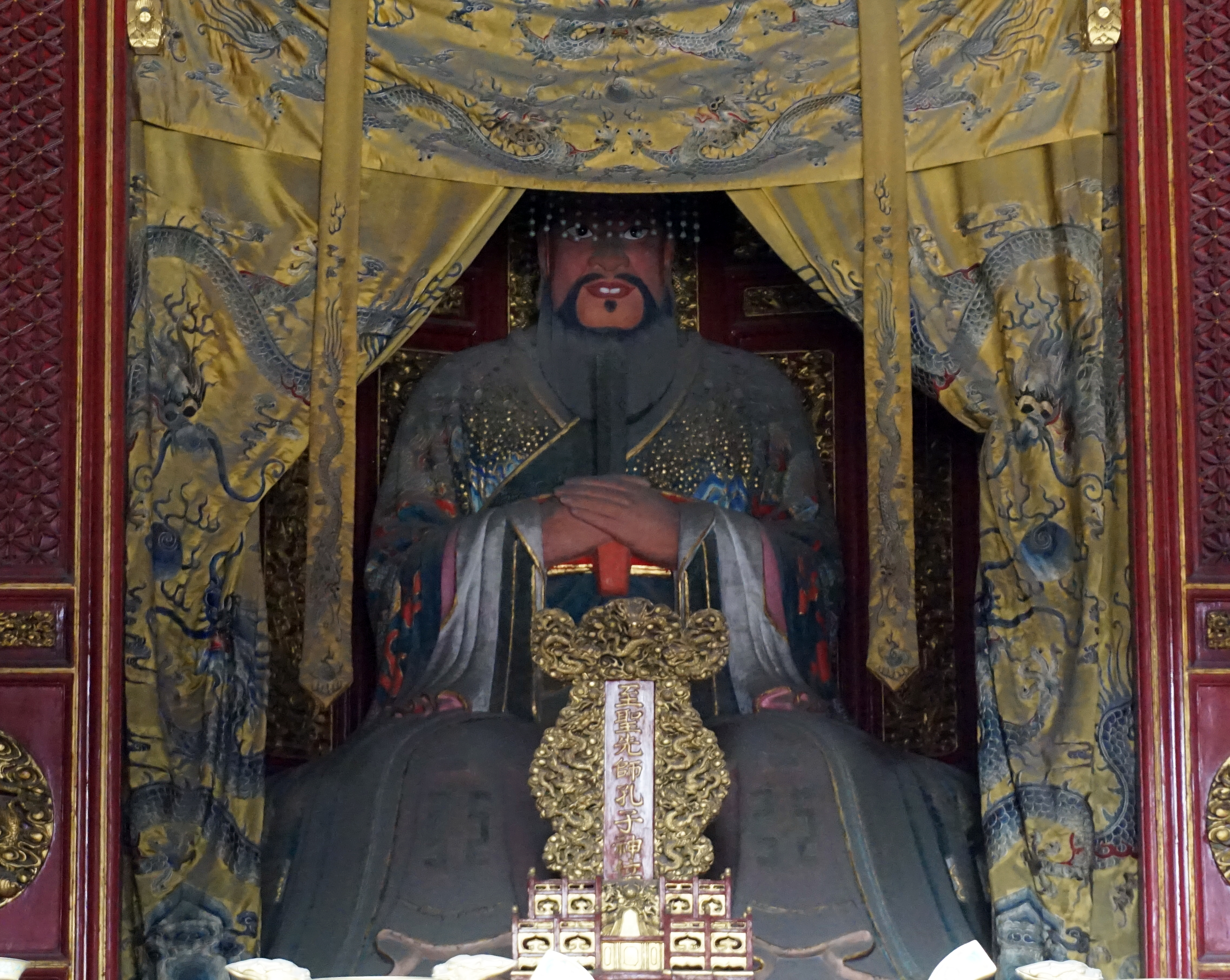
大成殿内孔子像
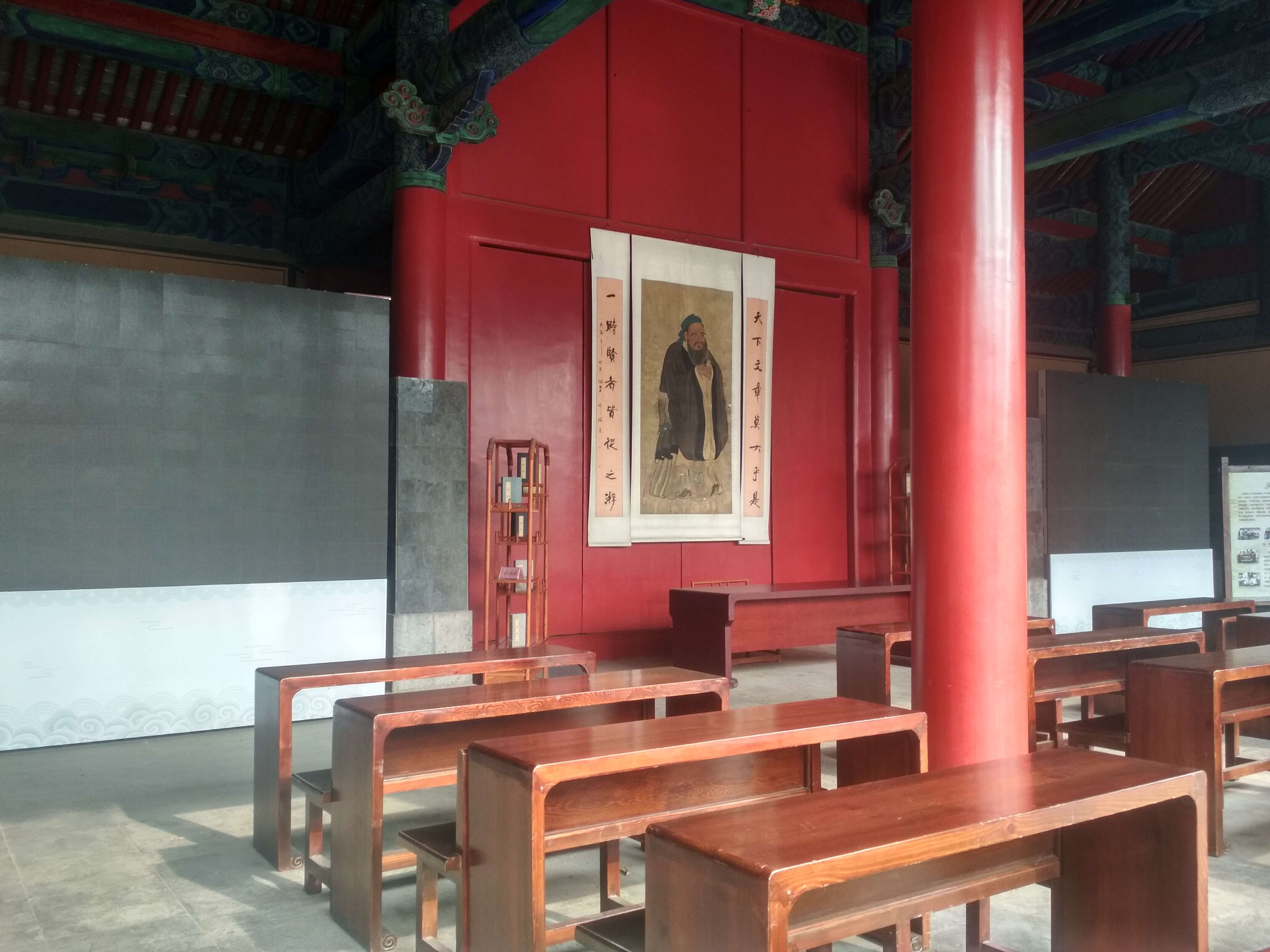
诗礼堂
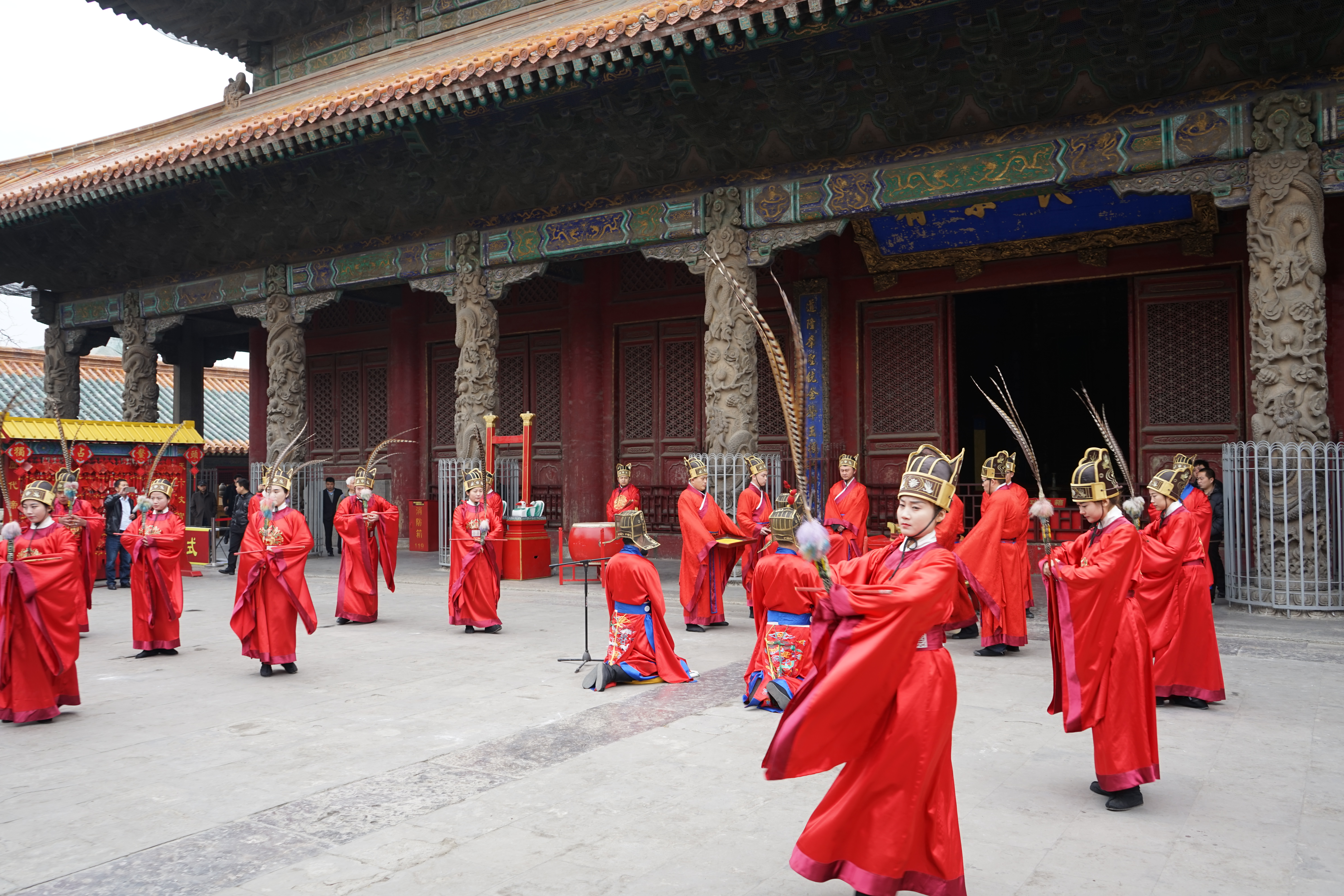
祭孔仪式
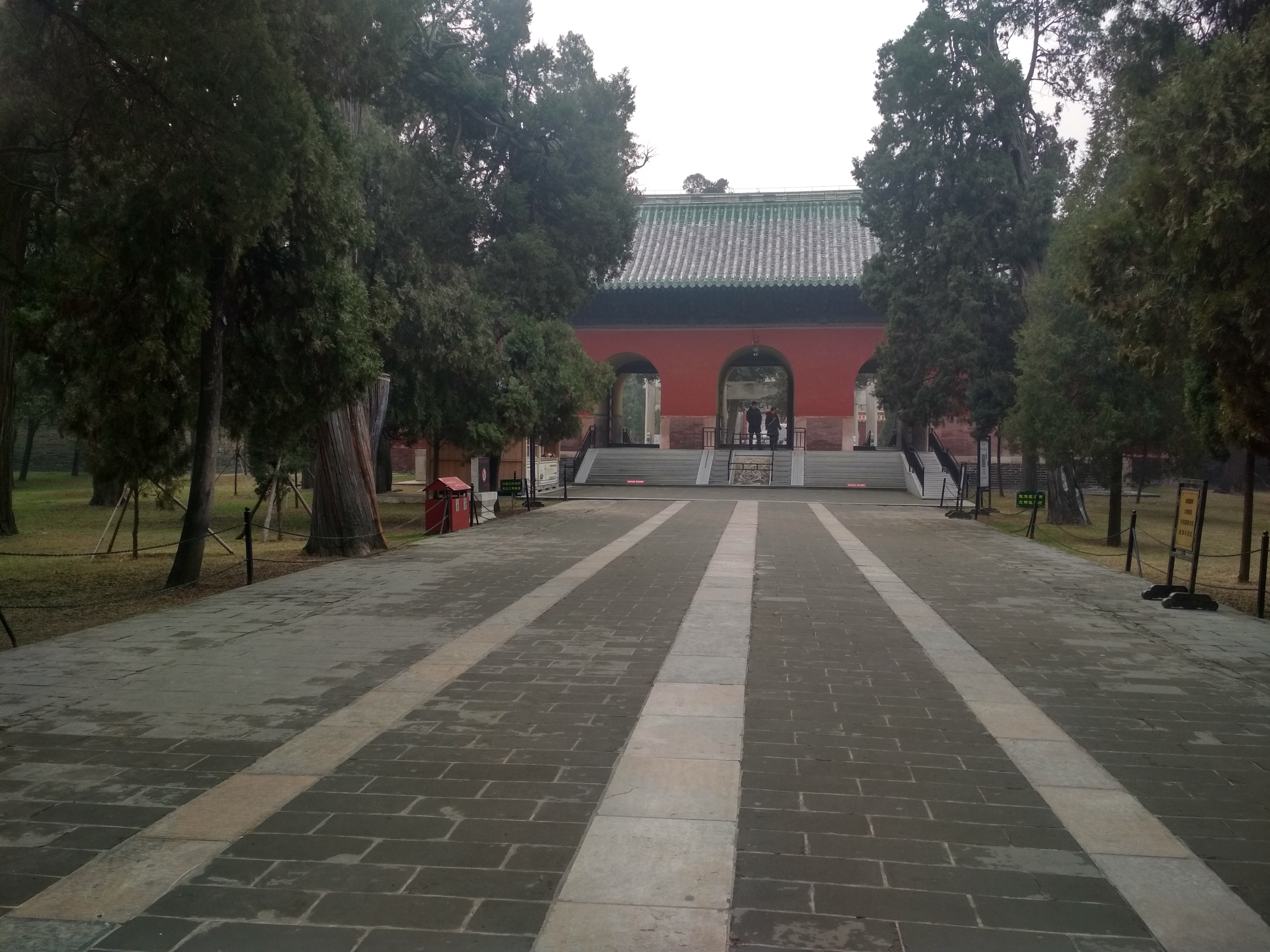
大道
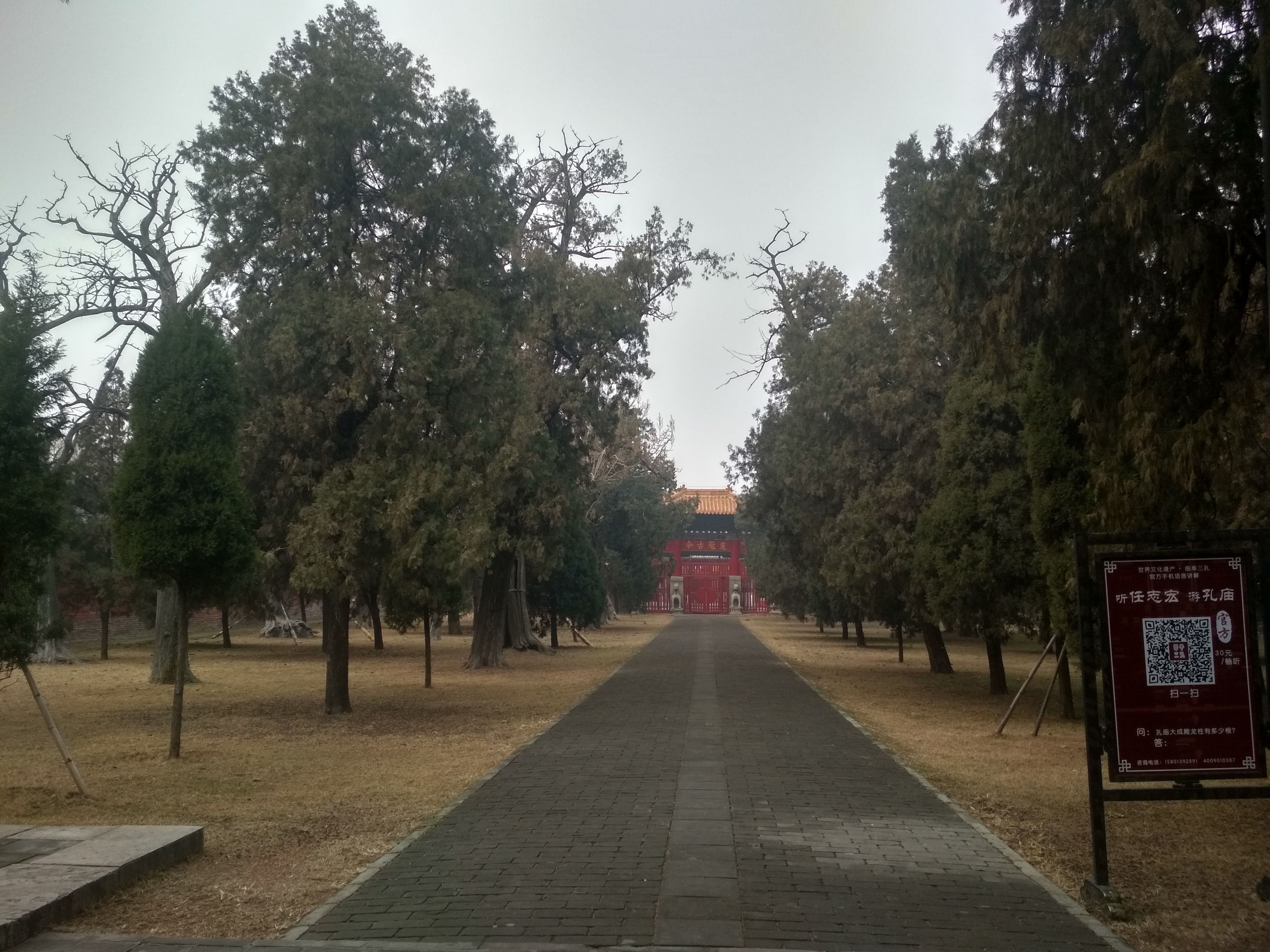
内景
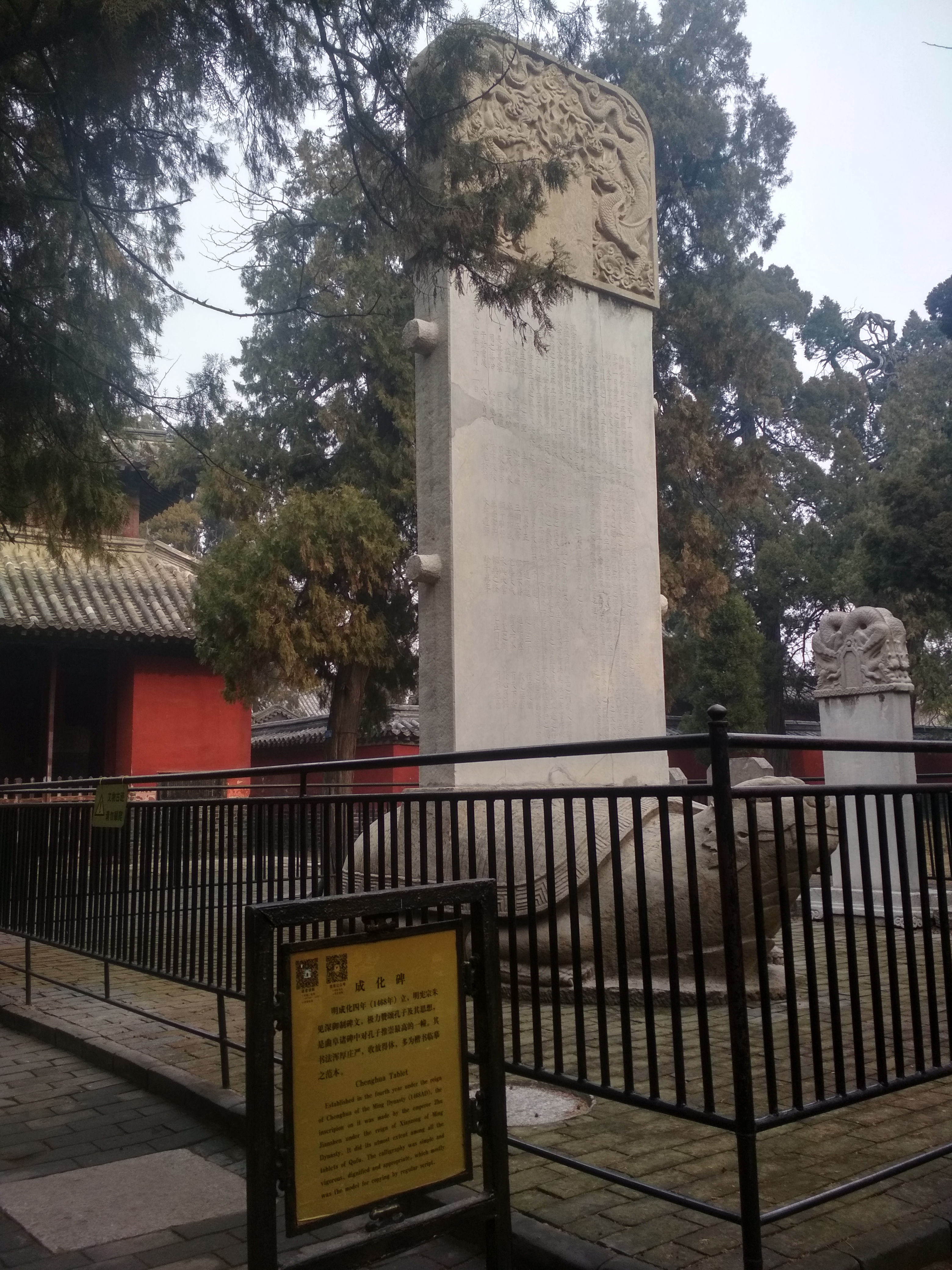
成化碑
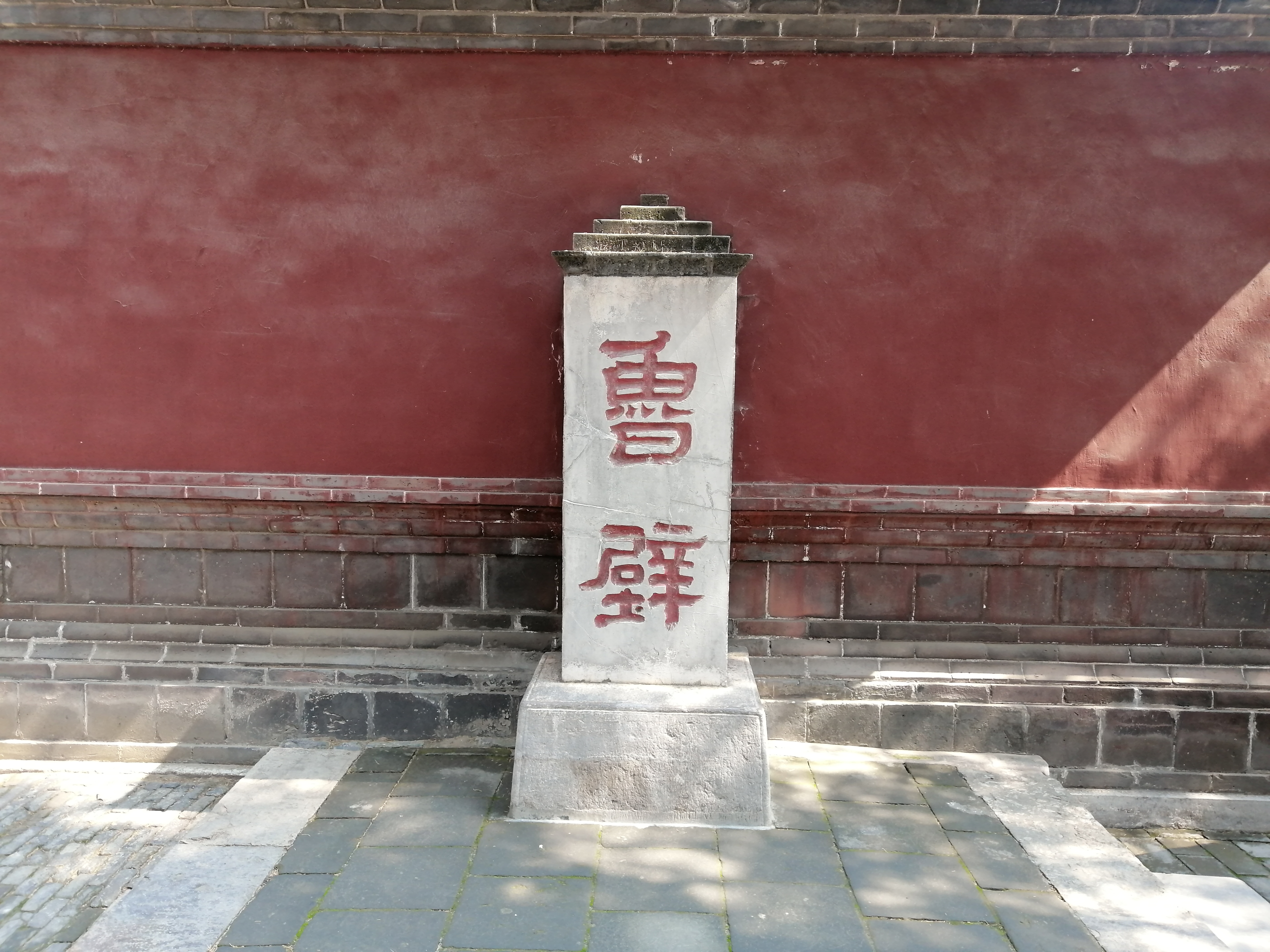
魯壁

## 關連項目
- 曲阜的孔庙、孔林、孔府
  - 曲阜孔庙 孔林 孔府

- 孔庙
  - 孔廟列表
- 祭孔